# Ramon Boladeres i Soler
Ramon Boladeres i Soler (Prats de Lluçanès, Lluçanès, 29 de julio de 1933 - Sabadell, Vallès Occidental, 23 de agosto de 1992) también conocido como Rambol, fue un fotógrafo y activista catalanista.

## Biografía
Hijo de un ebanista y fotógrafo de Prats de Lluçanès, estudió en las Dominicas de Prats y en el Seminario de Vic. A los 14 años su padre lo envió a Barcelona para que aprendiera fotografía en el laboratorio Girau de la Rambla de Cataluña 8 y posteriormente, al retornar al pueblo, se encargó del estudio fotográfico familiar situado en su casa. 
Durante  la postguerra Boladeres se vinculó a grupos de resistencia y a movimientos culturales catalanistas.
En 1953 fue detenido en Barcelona, en 1958 fundó el grupo Joventut i Cultura y era miembro de la Asamblea Democrática del Lluçanès. En 1977 fue candidato a diputado por Estat Català y en 1979 formó parte de la candidatura independiente  Acció Municipal Democràtica, obteniendo el cargo de concejal de cultura. 

## Obra
Dedicó su vocación a viajar por Cataluña realizando documentales etnográficos. Algunos de sus reportajes se filmaron y resultaron en películas como:  El Lluçanès (1966); El Lluçanès. L'home (1971); El Lluçanès. Costums (inacabado). En iniciarse la Gran Enciclopedia Catalana colaboró y trabajó intensamente entre 1969 y 1980. Continuó entre 1981 y 1985 con los encargos para la  a Gran Geografia Comarcal de Catalunya y para Catalunya Romànica. En 1986 col·laboro con Francesc Cabana en la Història Econòmica de la Catalunya Contemporània y en Els protagonistes de la revolució industrial. El año 1983 Rambol se incorporó al Instituto Cartográfico de Cataluña donde trabajó hasta 1991 haciendo una gran cantidad de fotografías aéreas. Murió en Sabadell el 23 de agosto de 1992.

## Archivo personal
Su archivo se conserva en el Archivo Nacional de Cataluña. Este se conservó en los diferentes estudios del autor, y desde 1980 en su domicilio particular de Sabadell. Está formado, por una parte, por material producido en el estudio fotográfico familiar en Prats de Lluçanès, y por otra, por el archivo privado del autor, además de una gran cantidad de material geográfico y etnográfico, entre los cuales destacan los "descartes" de los encargos para diferentes obras de la Gran Enciclopedia Catalana. También se incluye documentación personal y familiar, de actividades políticas y asociativas, correspondencia y recopilaciones de prensa. 